# Gunilla Lundberg
Ingrid Gunilla Lundberg (nombre de casada Ingrid Gunilla Rasmuson; Umeå, 6 de febrero de 1957-Eskilstuna, 24 de marzo de 2024) fue una deportista sueca que compitió en natación. Ganó una medalla de bronce en el Campeonato Europeo de Natación de 1974, en la prueba de 4 × 100 m estilos.

## Palmarés internacional
| Campeonato Europeo | Campeonato Europeo | Campeonato Europeo | Campeonato Europeo |
| Año                | Lugar              | Medalla            | Prueba             |
| ------------------ | ------------------ | ------------------ | ------------------ |
| 1974               | Viena (Austria)    | Medalla de bronce  | 4 × 100 m estilos  |